# كاترينا مالييفا
كاترينا مالييفا (بالبلغارية: Катерина Малеева)‏ مواليد 7 مايو 1969 في صوفيا، هي لاعبة كرة مضرب بلغارية سابقة بدأت مسيرتها كمحترفة سنة 1984 وكانت تلعب باليد اليمنى، اعتزلت اللعب في 1997. كما أنها إحدى بطلات الجراند سلام. أعلى تصنيف لها في الفردي كان المركز الـ 6 في سنة 1990. سبق أن شاركت في دورة الألعاب الأولمبية الصيفية.

## بطولات حققتها
- بطولة أمريكا المفتوحة للتنس

## النهائيات

### نهائيات البطولات الكبرى

#### الزوجي: 1 (الألقاب 0, الوصافة 1)
| الحصيلة | السنة | البطولة                     | الأرضية | الشريك          | المنافس                              | النتيجة  |
| ------- | ----- | --------------------------- | ------- | --------------- | ------------------------------------ | -------- |
| الوصافة | 1994  | بطولة أمريكا المفتوحة للتنس | صلبة    | روبن وايت (تنس) | يانا نوفوتنا أرانتشا سانتشيث فيكاريو | 3–6, 3–6 |

## الخط الزمني للفردي
مفتاح
| ف | ن | ن.ن | ر.ن | د# | د.م | ل | أ.أ | ت | غ | ب | ف | ذ | م.خ | ل.ت |

(ف) فاز بالبطولة (ن) وصل النهائي (ن.ن) نصف النهائي (ر.ن) ربع النهائي (د#) الأدوار الأربعة الأولى (د.م) دور المجموعات (ل) شارك في كأس ديفيز (أ.أ) خرج من الأدوار الاولى (ت) خسر التصفيات التأهيلية (غ) غاب عن الحدث أو البطولة (ب) حصل على ميدالية برونزية (ف) حصل على ميدالية فضية (ذ) حصل على ميدالية ذهبية (م.خ) بطولة الماسترز خُفضت إلى مرتبة أقل (ل.ت) البطولة لم تعقد في السنة المعينة.
لتجنب الارتباك وازدواجية الحساب، يتم تحديث هذه المعلومات إما في نهاية البطولة، أو عندما تكون مشاركة اللاعب في البطولة قد انتهت.
| الدورة            | 1984  | 1985  | 1986  | 1987  | 1988  | 1989  | 1990  | 1991  | 1992  | 1993  | 1994  | 1995  | 1996  | 1997  | إجمالي ف/م | إجمالي ف/خ |
| ----------------- | ----- | ----- | ----- | ----- | ----- | ----- | ----- | ----- | ----- | ----- | ----- | ----- | ----- | ----- | ---------- | ---------- |
| أستراليا المفتوحة | غ     | د3    | ل.ت   | غ     | غ     | غ     | ر.ن   | ر.ن   | د4    | د4    | د1    | د1    | ت1    | غ     | 0 / 7      | 16–7       |
| فرنسا المفتوحة    | غ     | د3    | د4    | د4    | د1    | د4    | ر.ن   | د3    | د2    | د4    | د2    | د1    | ت2    | غ     | 0 / 11     | 22–11      |
| ويمبلدون          | غ     | د1    | د3    | د1    | د4    | غ     | ر.ن   | د4    | ر.ن   | د1    | د1    | د1    | غ     | غ     | 0 / 10     | 16–10      |
| أمريكا المفتوحة   | غ     | د1    | د3    | د3    | ر.ن   | د2    | د4    | د3    | د3    | ر.ن   | د2    | غ     | غ     | غ     | 0 / 10     | 21–10      |
| م.ف               | 0 / 0 | 0 / 4 | 0 / 3 | 0 / 3 | 0 / 3 | 0 / 2 | 0 / 4 | 0 / 4 | 0 / 4 | 0 / 4 | 0 / 4 | 0 / 3 | 0 / 0 | 0 / 0 | 0 / 38     | 75–38      |
| تصنيف نهاية العام | 93    | 28    | 29    | 13    | 11    | 15    | 6     | 11    | 16    | 22    | 36    | 302   | 231   | ب.ت   |            |            |

- إجمالي ف / م = إجمالي الفوز والمشاركة
- إجمالي ف/خ = إجمالي الفوز والخسارة

## روابط خارجية
- كاترينا مالييفا على موقع رابطة محترفات التنس (الإنجليزية)
- كاترينا مالييفا على موقع الاتحاد الدولي لكرة المضرب (الإنجليزية)
- كاترينا مالييفا على موقع كأس بيلي جين كينغ (الإنجليزية)
- كاترينا مالييفا على موقع خلاصة التنس.كوم (الإنجليزية)
- كاترينا مالييفا على موقع أوليمبيديا (الإنجليزية)